# Sanaa Gamil
Sanaa Gamil (27 de abril de 1930-22 de diciembre de 2002), fue una actriz egipcia, popular en las décadas de 1960 y 1970.

## Biografía
Gamil, cuyo verdadero nombre era Soraya Youssef Attallah, nació en una familia copta en el Alto Egipto, el 27 de abril de 1930. Sus padres la confiaron como interna a los 9 años a los directores de una gran escuela en El Cairo, después de haber pagado las tasas de escolarización e internado hasta el final de sus estudios. Fue allí donde descubrió su pasión por el teatro y la interpretación. También aprendió el idioma francés, que dominó perfectamente.

## Carrera
Tras superar una etapa difícil con la ayuda de personalidades del mundo del espectáculo egipcio, en particular del actor y director de teatro, Zaki Tolaymat, adoptó su nombre artístico, Sanaa Gamil. Algunos papeles en teatro, cine y televisión le permitieron adquirir notoriedad. En 1960, interpretó el papel de Nefissa en una película de Salah Abou Seif, Bedaya wa Nehaya (conocida como Beginning and end y en ocasiones, Death between the living ), junto a Amina Rizk y Omar Sharif. La película está basada en una novela de Naguib Mahfouz (que ganó el Premio Nobel de Literatura en 1988 ) y está dedicada a la pobreza, hipocresía y opresión social. El personaje de Nefissa es una joven que se prostituye para ayudar a su hermano a terminar sus estudios y convertirse en oficial. Este papel se le había ofrecido a Faten Hamama pero lo rechazó, antes de ser aceptado por Gamil.
En la misma década de 1960 se casó con el periodista y escritor egipcio Louis Greiss, quien descubrió en los preparativos de la boda que ella era cristiana como él.

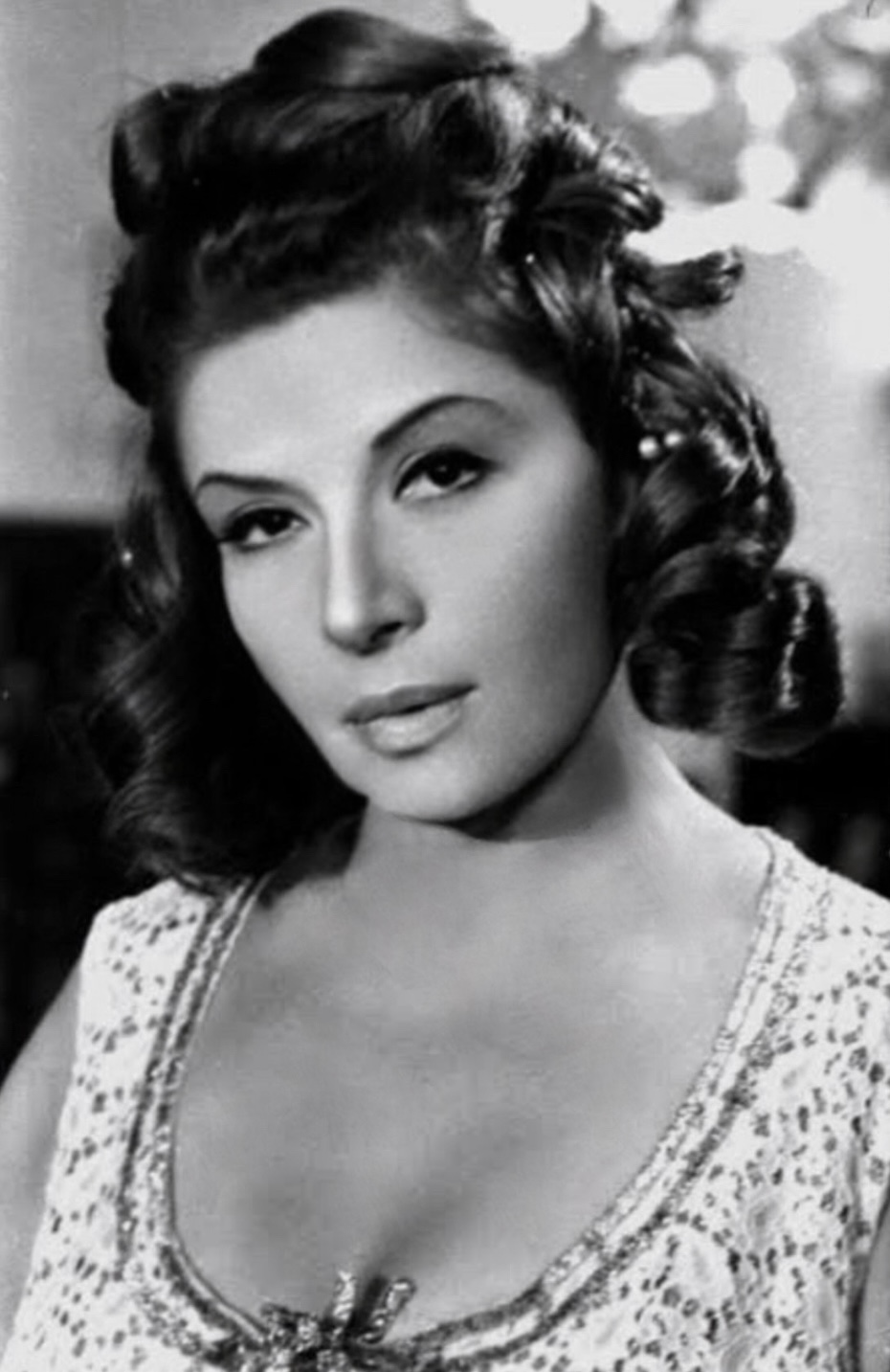
Sanaa Gamil en 1968

Luego participó en papeles cinematográficos, pero también en varias series de televisión, como Oyoun, con Fouad el-Mohandes, y en obras de teatro. Su perfecto dominio del francés le permitió interpretar en francés y egipcio, en escenarios de ambos países, como La Danse de mort, de August Strindberg, adaptada por Marguerite Duras, interpretada junto al actor francés-egipcio Gamil Ratib, y dirigida por Jean-Pierre Laruy.
En la década de 1970, fue considerada una de las mejores actrices de teatro y televisión de Oriente Medio, junto con Samiha Ayoub.
Falleció en diciembre de 2002. Rogina Bassaly realizó un documental sobre ella en 2016, titulado La historia de Sanaa, y en gran parte narrado por su esposo Louis Greiss, quien la sobrevivió y murió en 2018.